# رحمة غارس
رحمة غارس ( بالإنجليزية Rahma Ghars) من مواليد 4 نوفمبر 1994م، وهي مدافعة كرة قدم تونسية. تلعب في نادي سهم السعودي. رحمة كانت واحدة من أعضاء المنتخب الوطني التونسي.

## الحياة الخاصة
ولدت رحمة غرس في تونس في 4 نوفمبر 1994م.

## مهنة اللعب

### نادي
انتقلت غارس إلى تركيا وانضمت إلى فريق أتاشهير بيليديسبور الذي يتخذ من إسطنبول مقراً له في 24 أكتوبر 2018م. وشاركت في ست مباريات من النصف الأول من موسم 2018–19 للدوري التركي الأول لكرة القدم للسيدات.

### دولي
كانت غرس أحد أعضاء منتخب تونس لكرة القدم للسيدات في مباريات تصفيات كأس الأمم الأفريقية للسيدات 2016م.

## إحصائيات المهنة
آخر تحديث 23 ديسمبر 2018
..
| نادي                    | موسم    | الدوري       | الدوري    | الدوري  | قارية     | قارية   | وطني      | وطني    | المجموع   | المجموع |
| نادي                    | موسم    | قسم          | المشاركات | الأهداف | المشاركات | الأهداف | المشاركات | الأهداف | المشاركات | الأهداف |
| ----------------------- | ------- | ------------ | --------- | ------- | --------- | ------- | --------- | ------- | --------- | ------- |
| نادي أتاشهير بيليديسبور | 2018–19 | الدوري الأول | 6         | 1       | -         | -       |           |         | 6         | 1       |
| نادي أتاشهير بيليديسبور | المجموع | المجموع      | 6         | 1       | -         | -       |           |         | 6         | 1       |